# Letonia en los Juegos Olímpicos de Pekín 2008
Letonia estuvo representada en los Juegos Olímpicos de Pekín 2008 por un total de 47 deportistas que compitieron en 11 deportes.  
El portador de la bandera en la ceremonia de apertura fue el atleta Vadims Vasiļevskis.

## Medallistas
El equipo olímpico letón obtuvo las siguientes medallas:
| Nombre             | Deporte      | Competición  |
| ------------------ | ------------ | ------------ |
| Oro                |              |              |
| Māris Štrombergs   | Ciclismo BMX | Individual M |
| Plata              |              |              |
| Ainārs Kovals      | Atletismo    | Jabalina M   |
| Bronce             |              |              |
| Viktors Ščerbatihs | Halterofilia | +105 kg M    |